# Елементний склад
Елеме́нтний склад (рос. элементный состав, англ. elementary composition; нім. Zusammensetzung f) — показник, що характеризує наявність та кількість хімічних елементів, які входять до складу речовини. Для визначення елементного складу речовини проводять елементний аналіз.